# Cmentarz wojenny nr 103 – Pagorzyna
Cmentarz wojenny nr 103 – Pagorzyna – cmentarz z I wojny światowej, zaprojektowany przez Hansa Mayra, położony na terenie wsi Pagorzyna w gminie Lipinki w powiecie gorlickim w województwie małopolskim. Jeden z ponad 400 zachodniogalicyjskich cmentarzy wojennych zbudowanych przez Oddział Grobów Wojennych C. i K. Komendantury Wojskowej w Krakowie. Należy do III Okręgu Cmentarnego Gorlice.

## Opis
Cmentarz znajduje się w lesie pod szczytem Łysej Góry 448,5 m n.p.m. na granicy z Wójtową, na działce ewidencyjnej nr 742/2. Od strony Wójtowej oznaczony dwoma drogowskazami.
Cmentarz ma kształt wieloboku o powierzchni ogrodzonej około 560 m². Otoczony jest ogrodzeniem drewnianym, płotem sztachetowym. W środku ogrodzenia, od strony północnej, znajduje się drewniana bramka wejściowa. Groby są oznaczone nagrobkami w formie żeliwnych krzyży na betonowych podestach, z ceramicznymi tablicami. W centralnej części znajduje się drewniany krzyż łaciński na betonowym cokole nakryty charakterystycznym blaszanym półkolistym daszkiem.

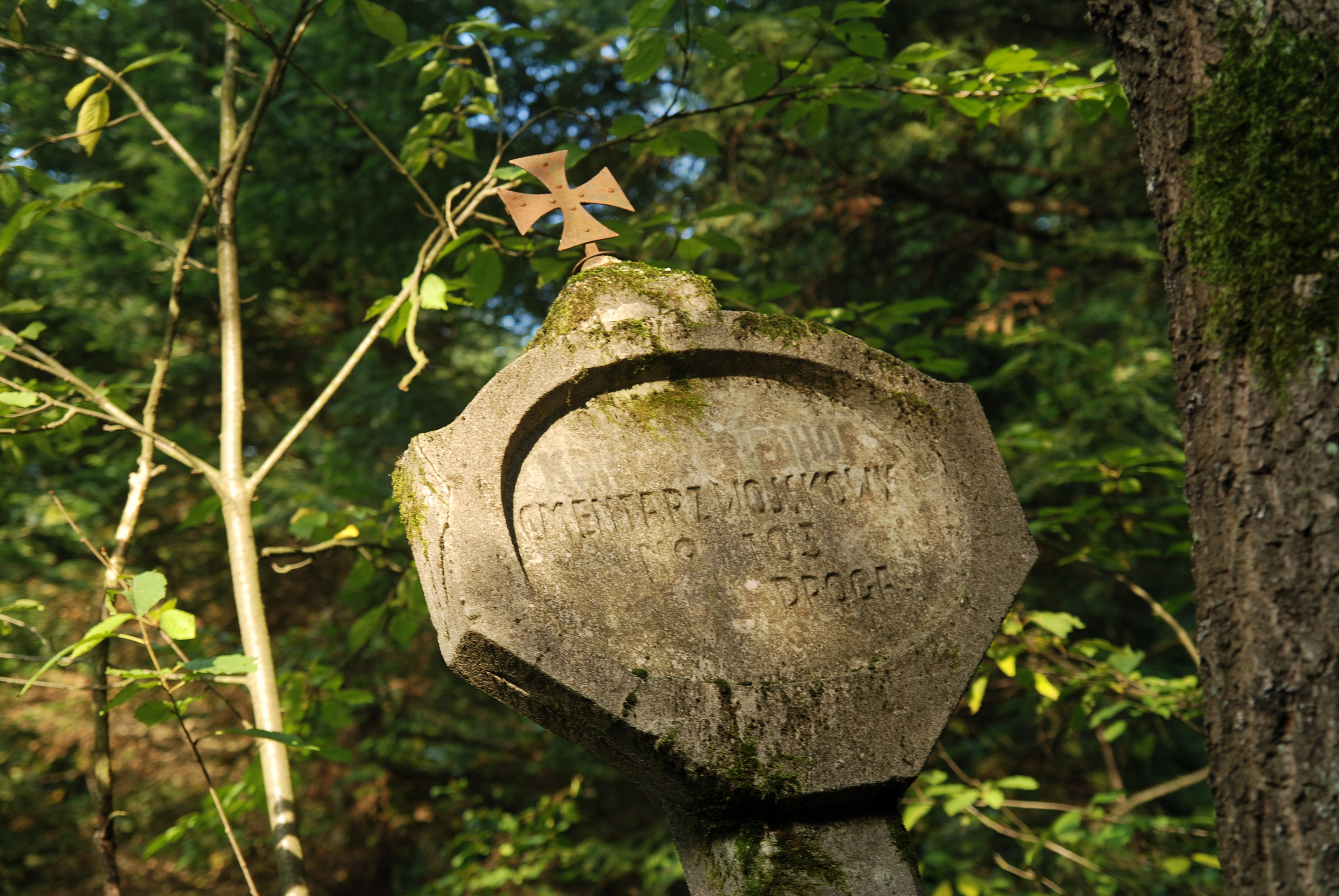
Oryginlny drogowskaz
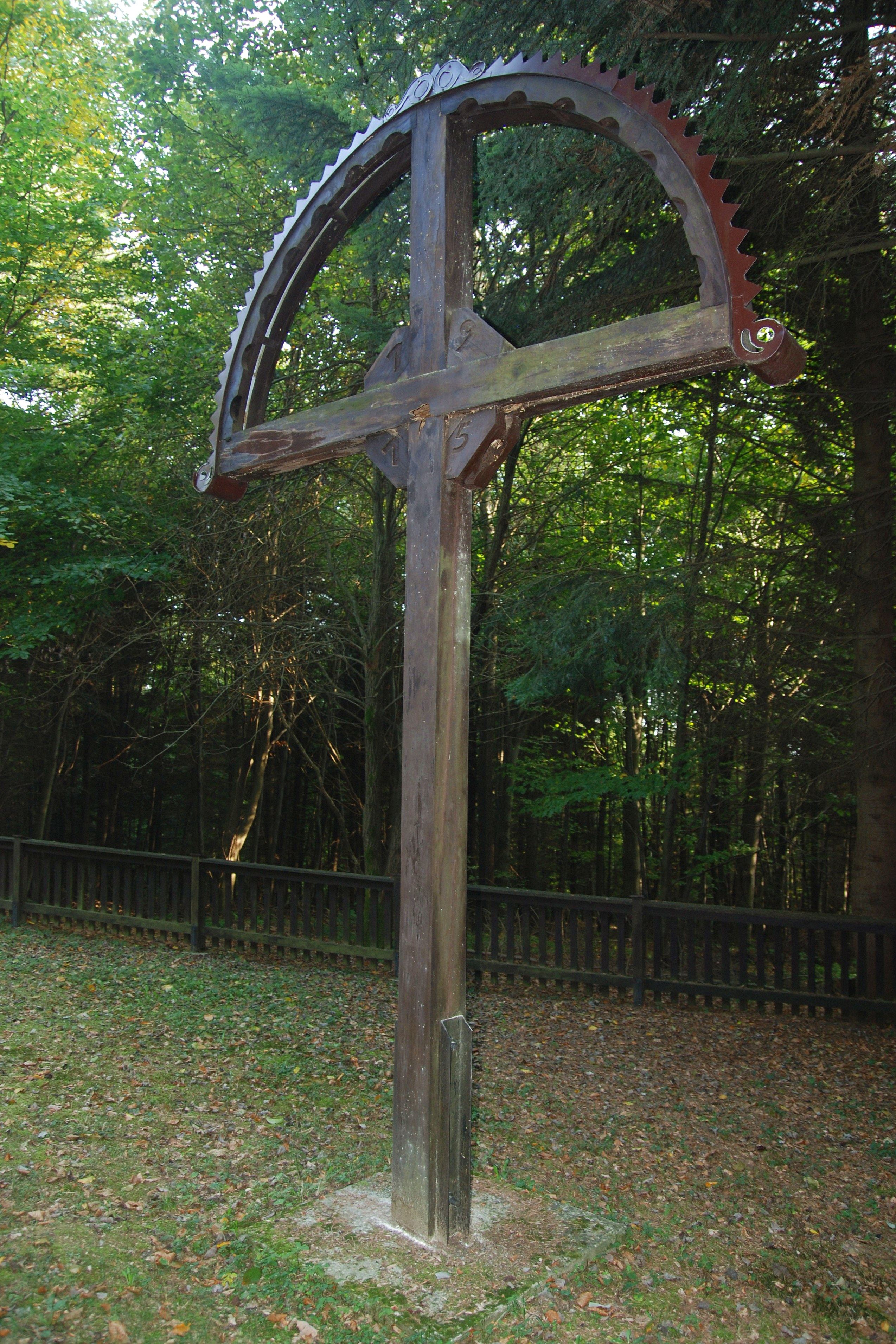
Krzyż centralny
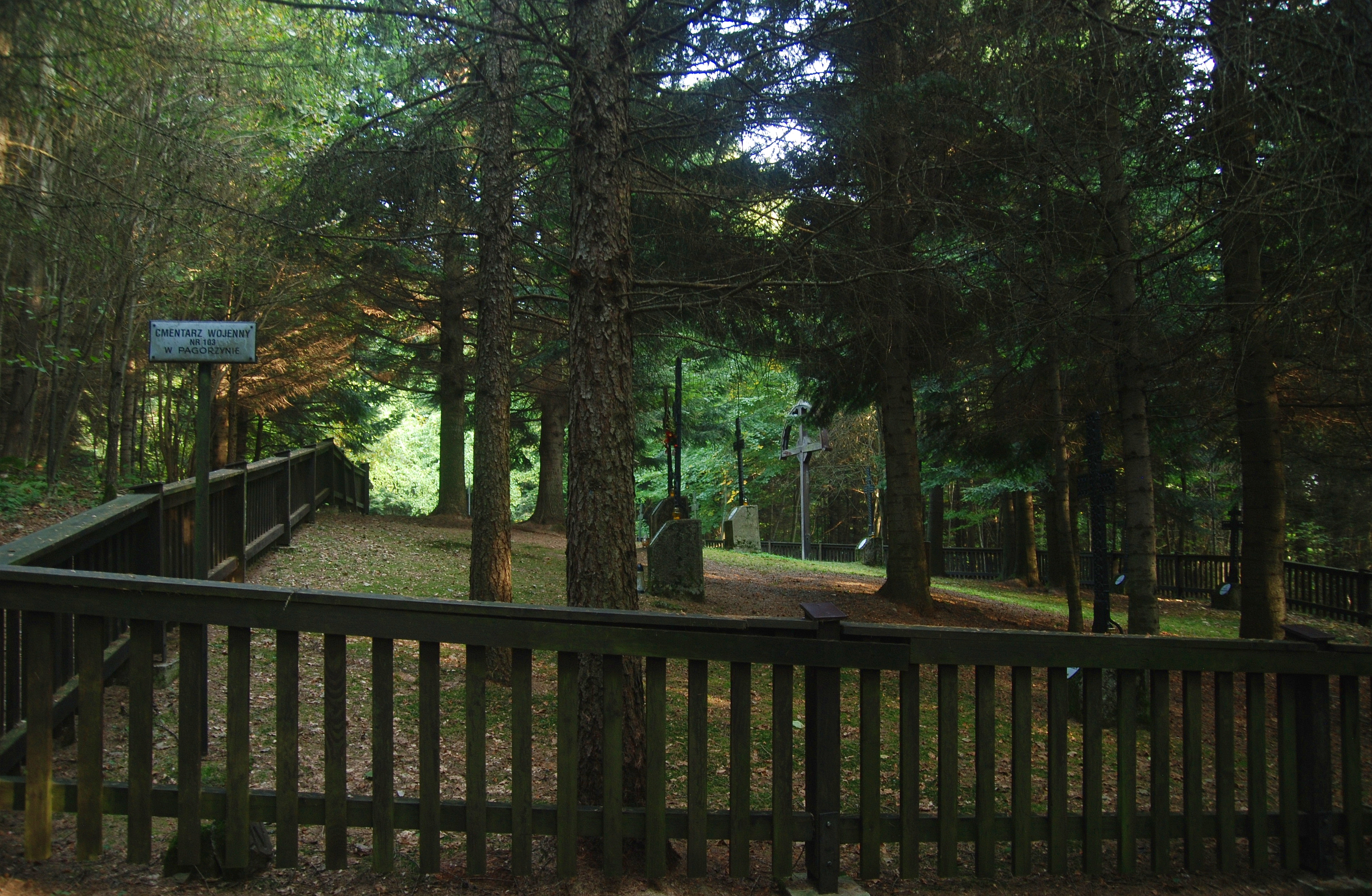
Widok od strony zachodniej

Na cmentarzu jest pochowanych 180 żołnierzy w 13 grobach zbiorowych oraz 4 pojedynczych:
- 14 żołnierzy niemieckich z 269, 270, 271, 272 Pruskiego Rezerwowego Pułku Piechoty
- 166 żołnierzy rosyjskich z 208 Pułku Piechoty

W 1992 przeprowadzono remont cmentarza oraz generalny na początku XXI wieku.

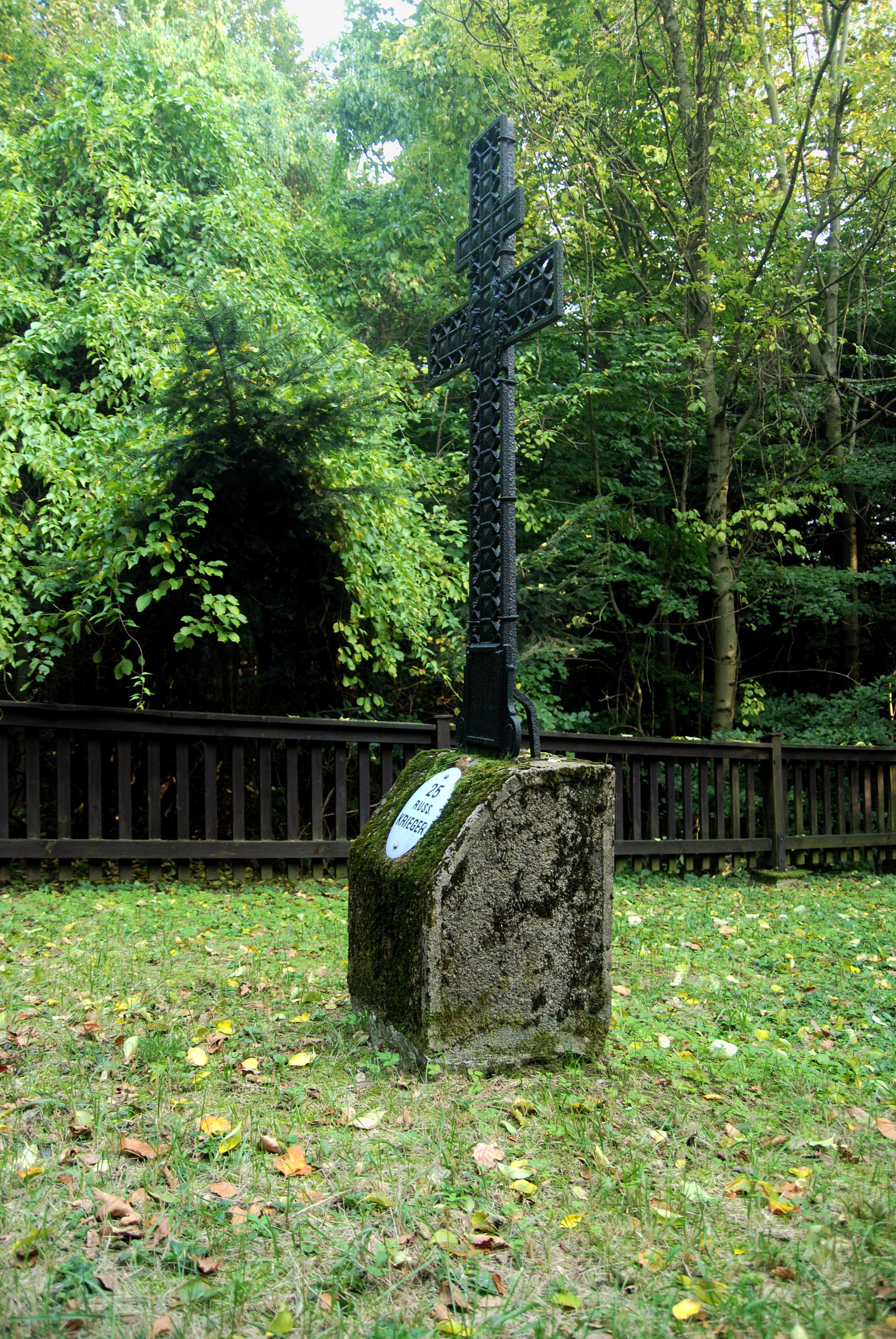
Duży krzyż rosyjski
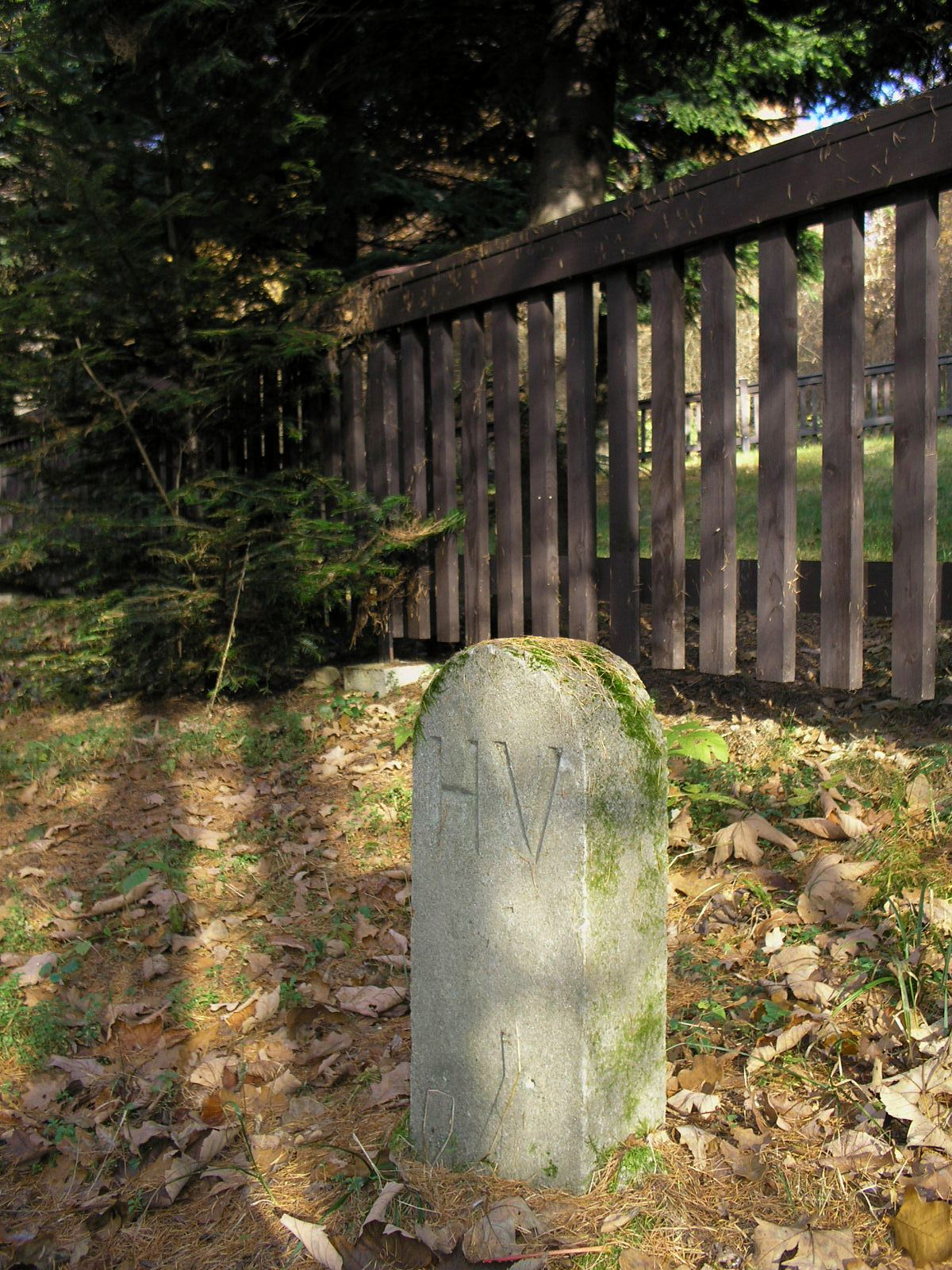
Słupek graniczny HV (Heeres Vermessung)
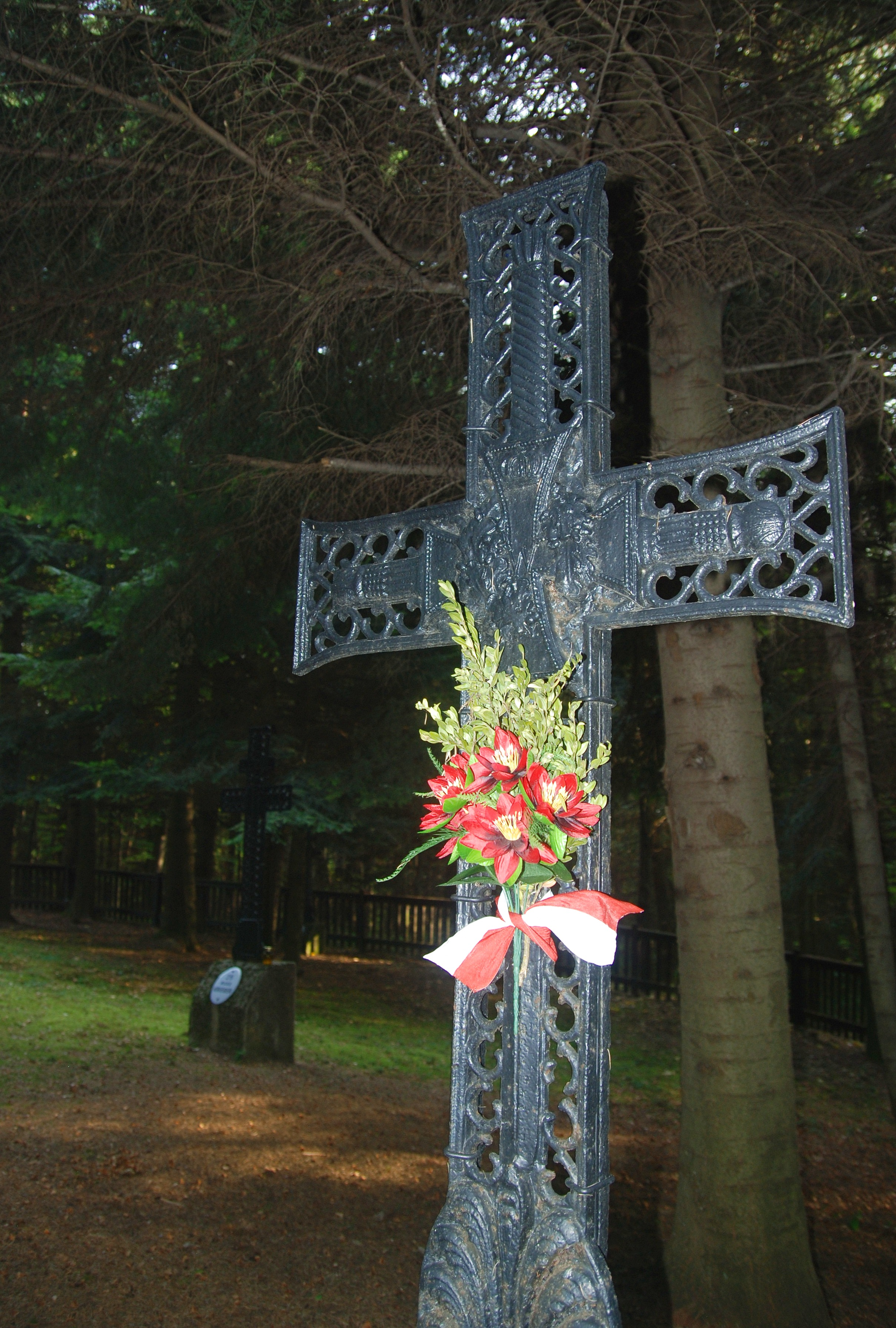
Duży krzyż niemiecki